# Mędrcy świata, monarchowie
Mędrcy świata, monarchowie – polska kolęda, której źródła sięgają XVII wieku. Treść kolędy nawiązuje do wydarzenia z dzieciństwa Jezusa Chrystusa, opisanego przez świętego Mateusza (Mt 2,1–12).
Słowa napisał Stefan Bortkiewicz, melodię skomponował ks. Zygmunt Odelgiewicz (1820–1899).